# ボルボ・850
ボルボ・850とは、1991年に発表、各国で1992年モデルとして発売されたボルボの中型車。セダンとステーションワゴン(エステート)があった。

## 歴史
1993年まで併売された240シリーズの後継機種として約5年の歳月をかけて開発された。エンジン横置きのFWDレイアウトを採用し、直列5気筒エンジン（基本的にはポルシェが開発に関与した960の直6から1シリンダー減らした設計）を搭載し、以後のボルボ各車の設計に大きな影響を与えたエポックメイキングなモデルである（FFレイアウトを採用したことで、これまでのFRモデルの長所であったサイズのわりに驚異的に小さい回転半径という特色は失われた）。
当初はボルボセダン伝統の6ライトスタイルのセダン一種であったが、1993年にはワゴンモデルが追加され、セダンを凌ぐ人気を博した。
1994年初頭にマイナーチェンジ。ヘッドライトデザインが小型化され、前後バンパーデザインが変更された。
エンジンバリエーションは全て直列5気筒で、日本市場では最初にDOHC20バルブ搭載車(GLT/2.5 20V)がリリースされ、続いてDOHC10バルブ(GL/GLE/S2.5/2.5)、ターボチャージャー付（チューンにより850ターボ、T-5、2.5T、T-5R、Rなど）と順次バリエーションが拡充された。チューニングはポルシェが担当。ミッションはアイシンワーナー。
のちに最終限定モデルとして、クラシック（2.5T/2.5 20V）がセダン・エステート共に台数限定で販売され、国内販売を終了した。
一から新設計された850は「従来のボルボとの共通点は事実上ゼロ」といえるほどのニューモデルであり、当時の安全第一だが鈍重なイメージが強かったボルボのイメージを180度変えるモデルとなった。また、850の戦略的なBTCC（英国ツーリングカー選手権）の参戦によって「ボルボ＝スポーティー」という現在まで受け継がれる確たるイメージを定着させ、特に市販車としては限定スペシャルモデルの850T-5R、850R（いずれもターボモデル）は即完売するなど、これまでにない大ヒットとなった。
日本市場では850が1990年代のステーションワゴンブームの火付け役となり、スバル・レガシィや日産・ステージアなどの日本の自動車メーカーのステーションワゴンに大きな影響を与えた。並行輸入を含めボルボとしては未曾有の台数が輸入された。
なお、850エステートは1994年度グッドデザイン大賞を受賞している。
1997年、それまでのボルボとしては異例にも6年という短命で850という名称はその生涯を終えた。ビッグマイナーチェンジを受けてS70/V70と改名され、2000年のフルモデルチェンジでS60、2代目V70にバトンタッチされた。